# Mexicope kensleyi
Mexicope kensleyi là một loài chân đều trong họ Acanthaspidiidae. Loài này được Hooker miêu tả khoa học năm 1985.